# Rafael Czichos
Rafael Czichos (Yeda, La Meca, Arabia Saudita, 14 de mayo de 1990) es un futbolista alemán. Juega de defensa.

## Trayectoria
Hizo carrera en clubes de segunda a cuarta división de Alemania, hasta que en la temporada 2018-19 fichó por el F. C. Colonia y se adjudicó el título de la 2. Bundesliga, logrando llegar a la primera división alemana. Ya en la Bundesliga, Czichos sufrió una dura lesión en marzo de 2020 en el encuentro contra el Hertha de Berlín que casi lo deja parapléjico.
A principios del año 2022 puso fin a su etapa en Colonia para marcharse a los Estados Unidos y jugar en el Chicago Fire.

## Estadísticas
Actualizado al último partido disputado en la temporada 2024.
| Club | Div.          | Temporada     | Liga(1) | Liga(1) | Copas nacionales(2) | Copas nacionales(2) | Copas internacionales(3) | Copas internacionales(3) | Total | Total |
| Club | Div.          | Temporada     | Part.   | Goles   | Part.               | Goles               | Part.                    | Goles                    | Part. | Goles |
| --- | ------------- | ------------- | ------- | ------- | ------------------- | ------------------- | ------------------------ | ------------------------ | ----- | ----- |
| VfL Wolfsburgo II · Alemania | 4.ª           | 2010-11       | 7       | 0       | —                   | —                   | —                        | —                        | 7     | 0     |
| VfL Wolfsburgo II · Alemania | 4.ª           | 2011-12       | 15      | 1       | —                   | —                   | —                        | —                        | 15    | 1     |
| VfL Wolfsburgo II · Alemania | Total club    | Total club    | 22      | 1       | 0                   | 0                   | 0                        | 0                        | 22    | 1     |
| Rot-Weiß Erfurt · Alemania | 3.ª           | 2012-13       | 30      | 0       | —                   | —                   | —                        | —                        | 30    | 0     |
| Rot-Weiß Erfurt · Alemania | 3.ª           | 2013-14       | 33      | 2       | —                   | —                   | —                        | —                        | 33    | 2     |
| Rot-Weiß Erfurt · Alemania | 3.ª           | 2014-15       | 37      | 7       | —                   | —                   | —                        | —                        | 37    | 7     |
| Rot-Weiß Erfurt · Alemania | Total club    | Total club    | 100     | 9       | 0                   | 0                   | 0                        | 0                        | 100   | 9     |
| Holstein Kiel · Alemania | 3.ª           | 2015-16       | 34      | 7       | 1                   | 1                   | —                        | —                        | 35    | 8     |
| Holstein Kiel · Alemania | 3.ª           | 2016-17       | 34      | 2       | 0                   | 0                   | —                        | —                        | 34    | 2     |
| Holstein Kiel · Alemania | 2.ª           | 2017-18       | 33      | 3       | 2                   | 0                   | —                        | —                        | 35    | 3     |
| Holstein Kiel · Alemania | Total club    | Total club    | 101     | 12      | 3                   | 1                   | 0                        | 0                        | 104   | 13    |
| F. C. Colonia · Alemania | 2.ª           | 2018-19       | 32      | 2       | 2                   | 0                   | —                        | —                        | 34    | 2     |
| F. C. Colonia · Alemania | 1.ª           | 2019-20       | 26      | 1       | 1                   | 0                   | —                        | —                        | 27    | 1     |
| F. C. Colonia · Alemania | 1.ª           | 2020-21       | 30      | 2       | 2                   | 1                   | —                        | —                        | 32    | 3     |
| F. C. Colonia · Alemania | 1.ª           | 2021-22       | 17      | 0       | 1                   | 0                   | —                        | —                        | 18    | 0     |
| F. C. Colonia · Alemania | Total club    | Total club    | 105     | 5       | 6                   | 1                   | 0                        | 0                        | 111   | 6     |
| Chicago Fire Estados Unidos | 1.ª           | 2022          | 26      | 3       | 1                   | 2                   | —                        | —                        | 27    | 5     |
| Chicago Fire Estados Unidos | 1.ª           | 2023          | 32      | 2       | 2                   | 1                   | 2                        | 0                        | 36    | 3     |
| Chicago Fire Estados Unidos | 1.ª           | 2024          | 28      | 1       | —                   | —                   | 0                        | 0                        | 28    | 1     |
| Chicago Fire Estados Unidos | Total club    | Total club    | 86      | 6       | 3                   | 3                   | 2                        | 0                        | 91    | 9     |
| Total carrera | Total carrera | Total carrera | 414     | 33      | 12                  | 5                   | 2                        | 0                        | 428   | 38    |
| (1) Incluye datos de la promoción de ascenso y descenso. (2) Incluye datos de la Copa de Alemania y US Open Cup. (3) Incluye datos de la Leagues Cup. |               |               |         |         |                     |                     |                          |                          |       |       |

## Palmarés

### Títulos nacionales
| Título        | Club          | País     | Año     |
| ------------- | ------------- | -------- | ------- |
| 2. Bundesliga | F. C. Colonia | Alemania | 2018-19 |

## Vida personal
Czichos nació en Arabia Saudita de padres alemanes, su familia se encontraba en esa ciudad por trabajo. En una entrevista en julio de 2018, el defensor reveló que es hincha del Werder Bremen de toda la vida.